# Sonja Müller
Sonja Müller (* 24. April 1923 in Weimar als Sonja Neubauer) ist eine deutsche Pädagogin und ehemalige Funktionärin der SED. Sie war Vorsitzende des Zentralen Ausschusses für Jugendweihe in der DDR.

## Leben
Die Tochter des Lehrers und Widerstandskämpfers Theodor Neubauer erlernte nach dem Besuch der Volksschule den Beruf der Kindergärtnerin und arbeitete von 1942 bis 1945 im Beruf.
Sie trat am 11. November 1945 in die KPD ein, wurde 1946 Mitglied der SED. Sie besuchte von 1946 bis 1950 die Vorstudienanstalt und studierte Erziehungswissenschaft an der Friedrich-Schiller-Universität Jena, mit dem Abschluss als Diplomlehrer für Gesellschaftswissenschaften.
Ab 1954 war sie im zentralen Parteiapparat der SED tätig, zunächst als Leiterin des Sektors Vorschulerziehung und Kindergärten, ab 1958 als stellvertretende Leiterin der Abteilung Volksbildung des ZK der SED. Von Januar 1963 (VI. Parteitag) bis Dezember 1989 war sie Mitglied der Zentralen Revisionskommission der SED und von November 1972 bis Mai 1983 Vorsitzende des Zentralen Ausschusses für Jugendweihe in der DDR. Am 5. Mai 1983 wurde sie aus gesundheitlichen Gründen von Egon Freyer abgelöst und in den Ruhestand verabschiedet.
Sonja Müller wurde 1966 in Jena zum Dr. paed. promoviert und später zur Oberstudienrätin befördert.

## Auszeichnungen
- 1959 Dr.-Theodor-Neubauer-Medaille in Gold
- 1965 Vaterländischer Verdienstorden in Bronze, 1979 in Silber und 1983 in Gold
- 1971 Clara-Zetkin-Medaille
- 1980 Orden Banner der Arbeit Stufe I
- 1988 Ehrenspange zum Vaterländischen Verdienstorden in Gold

## Schriften
- Lebensbilder großer Pädagogen: Theodor Neubauer. Volk und Wissen Volkseigener Verlag, Berlin 1964.